# Парточки (Воронежская область)
Парточки — хутор в Нижнедевицком районе Воронежской области.
Входит в состав Кучугуровского сельского поселения.

## Население
| 2010 |
| ---- |
| 39   |

## Улицы
На хуторе имеется одна улица — Парточки.